# Anders Haugen
Pour les articles homonymes, voir Haugen.
Anders Olsen Haugen, né le 24 octobre 1888 à Bø et mort le 17 avril 1984 à Yucaipa, est un sauteur à ski, fondeur et coureur du combiné nordique américain, d'origine norvégienne.

## Biographie
Né Norvégien, Anders Haugen réalise une carrière de skieur nordique aux États-Unis, où il bat son premier record national de saut en 1911.
Il concourt pour les États-Unis lors des Jeux olympiques de 1924 à Chamonix. Lors du concours de saut à ski, il est classé, dans un premier temps, quatrième. Il est aussi inscrit aux épreuves de combiné nordique et ski de fond (18 kilomètres), où il est respectivement 21e et 33e.
En 1974, le médaillé olympique Thoralf Strømstad contacte l'historien du ski norvégien Jakob Vaage, affirmant que les points de l'épreuve de saut à ski ont été mal calculés. Ils parviennent à prouver qu'une erreur de notation a bien été commise en faveur de Thorleif Haug qui est alors reclassé 4e, tandis que la médaille de bronze est attribuée a posteriori à Anders Haugen,. Le 12 septembre 1974, une cérémonie officielle est organisée à Oslo au cours de laquelle la fille de Thorleif Haug remet la médaille de bronze à Anders Haugen, alors âgé de 86 ans, cinquante ans après les Jeux de Chamonix,. Il déclare alors : « De toute façon, jamais les juges ne m’auraient décerné les notes que je méritais. J'étais Norvégien de naissance, et j'avais à leurs yeux commis le crime d'abandonner ma nationalité. ».
En 1928, il prend part aux Jeux olympiques à Saint-Moritz, se classant au mieux 18e sur le saut à ski. Au niveau national, il remporte quatre titres de champion de saut à ski des États-Unis.
Il devient entraîneur de ski et se base en Californie.
Anders Haugen a donné son nom à un tremplin, le Haugen Hill (en). Il a un frère, également sauteur à ski : Lars Haugen.

## Palmarès

### Jeux olympiques
| Épreuve / Édition | Chamonix 1924 | Saint-Moritz 1928 |
| Saut à ski        | Bronze        | 18e               |
| Combiné nordique  | 21e           | 25e               |
| Ski de fond 18 km | 33e           | 43e               |